# Wierzbica Dolna
Wierzbica Dolna (niem. Deutsch Würbitz, 1936–1945 Niederweiden O.S.)– wieś w Polsce położona w województwie opolskim, w powiecie kluczborskim, w gminie Wołczyn.
W latach 1975–1998 miejscowość administracyjnie należała do ówczesnego województwa opolskiego.

## Nazwa
Nazwa pochodzi od polskiej nazwy drzewa wierzby. 
W 1295 w kronice łacińskiej Liber fundationis episcopatus Vratislaviensis (pol. Księga uposażeń biskupstwa wrocławskiego) miejscowość wymieniona jest w zlatynizowanej formie Wirbicz oraz Wirzbicze inferiori we fragmencie Wirzbicze superiori et inferiori. Wierzbica Dolna lokowana była na prawie polskim iure polonico o czym świadczy wpis w tej kronice Wirbicz polonicalis

## Zabytki
Do wojewódzkiego rejestru zabytków wpisane są:
- kościół ewangelicki, ob. rzym.-kat. fil. pw. Podwyższenia Krzyża św. (poewangelicki). wypisany z księgi rejestru
- park, z XIX w.

Kościół zbudowany w 1688 r. z fundacji Melchiora v. Studnitza. W 1939 zrekonstruowany na wzór poprzedniego z nowego materiału z zachowaniem poprzedniej wieży. Orientowany. Drewniany, konstrukcji zrębowej na podmurowaniu kamiennym, z wieżą konstrukcji słupowej. Prezbiterium zamknięte trójbocznie, przy nim od północy zakrystia z lożą kolatorską na piętrze. Szersza nawa zbliżona do kwadratu, z kruchtą od południa i z kwadratową wieżą od zachodu. Wnętrze nakryte stropem płaskim z listwowymi podziałami kasetonowymi. Loża nad zakrystią otwarta do prezbiterium prostokątnym podłużnym wycięciem z balkonem i zwieńczeniem wspartym na kręconych kolumnach. Chór muzyczny połączony z emporami wzdłuż bocznych ścian nawy, wsparty na czterech profilowanych słupach. Otwory wejściowe i okienne zamknięte łukiem spłaszczonym. W drzwiach częściowo zachowane stare okucia. Na zewnątrz nieoszalowany. Dach siodłowy o dwóch kalenicach, kryty gontem. Od północy oszalowane i zadaszone dojście do loży. Wieża o ścianach nieznacznie pochyłych, szalowanych, nakryta ośmiobocznym hełmem gontowym z cebulastą latarnią pobitą blachą. W niektórych oknach kraty z zadziorami. Wewnątrz na ścianie nawy umocowany fragment pierwotnego stropu z malowaną sceną Sądu Ostatecznego ujętą w obramienia o motywach okuciowych i dekoracją roślinną, renesansowo-ludową z XVII w. Ołtarz główny późnobarokowy z 1 połowy XVIII w. z rzeźbami aniołków oraz Chrystusa Zmartwychwstałego w zwieńczeniu; w nim rzeźbiona Grupa Ukrzyżowania. Ambona barokowa z około połowy XVIII w. z malowanymi postaciami czterech ewangelistów Salvatora Mundi na parapecie oraz Mojżesza, Aarona i św. Jana Chrzciciela na parapecie schodów. Organy pochodzą z początku XVIII w. Cztery zydle ludowe pochodzą z XVIII w. Obraz Zmartwychwstania, barokowo-ludowy pochodzi z przełomu XVIII/XIX w. Epitafium renesansowe drewniane z malowanym portretem wotywnym i Ukrzyżowaniem pochodzi z XVII w., odnowione w 1936 Rzeźby: 1. Pietà gotycka z początku XVI w.; 2. krucyfiks gotycki z XVI w.; 3. anioł chrzcielny barokowy, uszkodzony. Kielich cynowy z herbem i literami M V S (zapewne fundacji Melchiora v. Studnitza) z 2 połowy XVII w. Dwie pateny cynowe z cechami miejskimi Wrocławia. Lichtarze cynowe: 1-2 z 1681 z herbem i literami H B G S; 3-4 z 1 połowy XVIII w. Pod wieżą uszkodzone fragmenty ław kolatorskich późnorenesansowe z XVII w. Pod stropem trzy kopie rycerskie.
Od roku 1774 wieś posiadała pieczęć gminną, na której wizerunku przedstawiono  lilię heraldyczną.

## Religia
Większość mieszkańców Wierzbicy Dolnej stanowią wyznawcy Kościoła Rzymskokatolickiego. Na terenie wsi działalność duszpasterską prowadzi także zbór Kościoła Zielonoświątkowego, protestancka wspólnota o charakterze ewangelicznym (Wierzbica Dolna 28B).